# Soudorgues
Soudorgues település Franciaországban, Gard megyében. Lakosainak száma 268 fő (2022. január 1.). Soudorgues Colognac, L'Estréchure, Lasalle, Peyrolles, Sainte-Croix-de-Caderle, Saint-Martial és Val-d'Aigoual községekkel határos.

## Népesség
A település népessége az elmúlt években az alábbi módon változott:
| Lakosok száma | 170  | 185  | 199  | 266  | 292  | 286  | 275  | 267  | 262  | 268  |
|               | 1968 | 1982 | 1990 | 2006 | 2013 | 2015 | 2017 | 2019 | 2020 | 2022 |